# Ch'ŏnt'ae
Le courant Ch'ŏnt'ae (hangeul : 천태종 ; hanja : 天台宗 ; RR : Cheontae) est une branche du bouddhisme coréen. Il s’agit d'une branche de l’école chinoise Tiantai, dont les enseignements sont introduits par le moine Ŭich'ŏn au XIe siècle.